# パブロ・パス
パブロ・パス（Pablo Ariel Paz Gallo、1973年1月27日 - ）は、アルゼンチンの元サッカー選手。元アルゼンチン代表。ポジションはディフェンダー。
息子のニコ・パスもサッカー選手である。

## 経歴
1996年7月に1998 FIFAワールドカップ・南米予選でアルゼンチン代表デビュー、予選では9試合に出場した。1998 FIFAワールドカップではグループステージ・クロアチア戦に出場した。アルゼンチン代表で通算14試合に出場、1得点をあげた。

## 代表歴

### 出場大会
- アルゼンチン代表
  - 1998 FIFAワールドカップ (ベスト8)

### 試合数
- 国際Aマッチ 14試合 1得点（1996年-1998年）[1]

| アルゼンチン代表 | 国際Aマッチ | 国際Aマッチ |
| 年               | 出場        | 得点        |
| ---------------- | ----------- | ----------- |
| 1996             | 1           | 0           |
| 1997             | 8           | 1           |
| 1998             | 5           | 0           |
| 通算             | 14          | 1           |